# Trichasterina sagittaria
Trichasterina sagittaria är en svampdjursart som beskrevs av Topsent 1913. Trichasterina sagittaria ingår i släktet Trichasterina och familjen Rossellidae. Inga underarter finns listade i Catalogue of Life.